# Pilot Station
Pilot Station es una ciudad ubicada en el Área censal de Wade Hampton en el estado estadounidense de Alaska. En el Censo de 2010 tenía una población de 568 habitantes y una densidad poblacional de 97,04 personas por km².

## Geografía

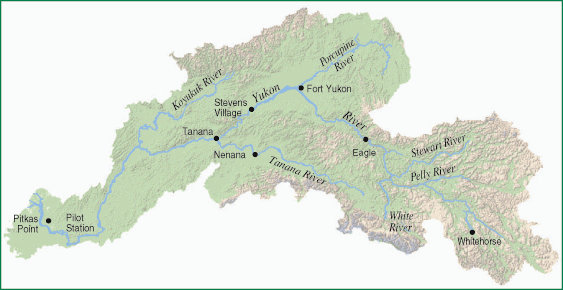
Mapa de la cuenca del río Yukón en el que aparece, en su curso bajo, Pilot Station

Pilot Station se encuentra en las coordenadas 61°56′48″N 162°52′42″O / 61.94667, -162.87833. Según la Oficina del Censo de los Estados Unidos, Pilot Station tiene una superficie total de 5,85 km², de la cual 4,38 km² corresponden a tierra firme y (25,13%) 1,47 km² es agua.

## Demografía
Según el censo de 2010, había 568 personas residiendo en Pilot Station. La densidad de población era de 97,04 hab./km². De los 568 habitantes, Pilot Station estaba compuesto por el 1.76% blancos, el 0% eran afroamericanos, el 98.06% eran amerindios, el 0% eran asiáticos, el 0% eran isleños del Pacífico, el 0% eran de otras razas y el 0.18% pertenecían a dos o más razas. Del total de la población el 0% eran hispanos o latinos de cualquier raza.